# 氷雪藻

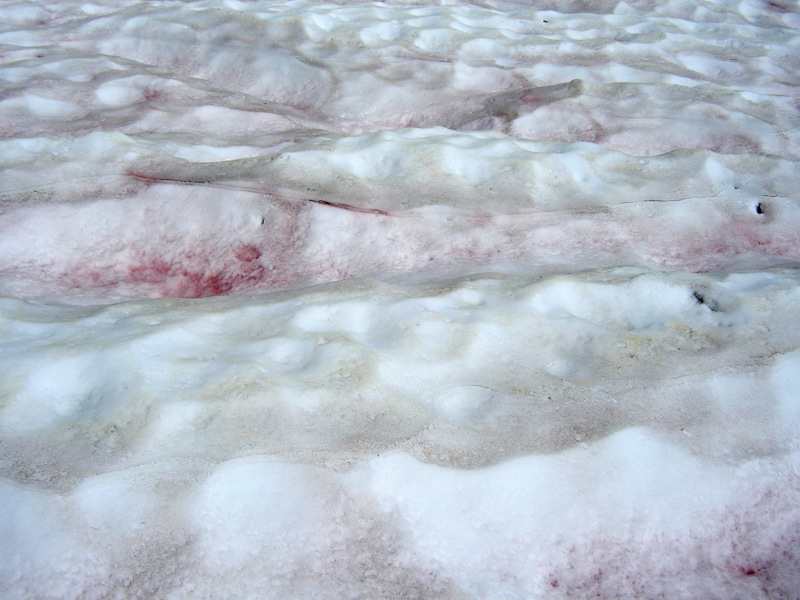
氷雪藻によって赤みを帯びた雪（彩雪）

氷雪藻（ひょうせつそう）もしくは雪上藻（せつじょうそう、snow algae）とは、高山帯や極圏の夏季において雪や氷上に生育する低温耐性の藻類のことである。可視的なまでに広がった氷雪藻のコロニーは、藻類が持つ色素の種類により雪を赤、緑、黄色など様々な色に彩り、彩雪（現象）や雪の華などと呼ばれる現象を引き起こす。特に赤く色づくものを赤雪や紅雪、英語では微かなスイカの香りがするとして "watermelon snow" と呼ぶ。このような低温環境の極限環境微生物は、氷河を取り巻く生態系の理解に関連して研究対象となっている。

## 歴史
赤雪に関する最古の言及は、古代ギリシアのアリストテレス『動物誌』にある。腐敗から下等な生物が自然発生すると考えたアリストテレスは、古くなった雪は赤くなり、そのような雪から蛆が発生すると述べた。
ヨーロッパでは中世からアルプス山脈の赤雪が記録されてきた。靴底を真っ赤に染める彩雪現象は登山者や探検家、博物学者らにとって不可思議なものであり、ミネラル分や何かの酸化物が岩石から浸出してきたものであろうと憶測する者もあった。1818年のジョン・ロスの探検隊は、グリーンランド島北西岸のヨーク岬から赤い雪を、イギリスに持ち帰ってて分析した。彩雪の成因は隕鉄によるものであったという誤った結論に終わった。
日本では、天平14年（742年）に 陸奥国が部内の黒川郡以北11郡（現在の宮城県中部）で平地に赤雪が2寸降ったことを報じたことが、『続日本紀』に記された。江戸時代の歴史書も時折り赤雪を記録にとどめたが、当時の人々は赤い雪が空から降ってくるのだと考えていた。
彩雪現象が藻類の大発生によるものであると判明したのは、光学顕微鏡が発達した19世紀の末になってからであった。

## 構成生物
氷雪藻と呼ばれる藻類は幾つかの分類群に存在する。一般的なものは緑色植物門ボルボックス目のクラミドモナス（Chlamydomonas）やクロロモナス（Chloromonas）といった緑藻類、特にクラミドモナス・ニヴァリス（Chlamydomonas nivalis）が代表的である。また車軸藻類や接合藻の仲間が繁茂する場合もある。これらの緑色植物は通常光合成色素としてクロロフィルa、bを持つが、環境条件によっては特定のカロテノイド（特にアスタキサンチン）を細胞内に蓄積する。その為、緑藻ではあるものの鮮やかな赤色を呈したコロニーが生じる。他に黄金色藻のオクロモナス（Ochromonas）も黄色の彩雪をもたらす。反面、アイスアルジーとして流氷などに優占する藍藻や珪藻の類は、氷雪藻として報告される事は稀である。
緑色植物門
緑藻綱ボルボックス目
- クラミドモナス属 Chlamydomonas

- Chlamydomonas nivalis - 優占種の一つ。後述。
- Chlamydomonas antarcticus

- クロロモナス属 Chloromonas

クラミドモナス属に似るがピレノイドを持たない。氷雪藻として以下のものが知られている。
- Chloromonas brevispina
- Chloromonas chenangoensis
- Chloromonas nivalis
- Chloromonas pichinchae
- Chloromonas rubroleosa
- Chloromonas tughillensis

- クライノモナス属 Chlainomonas

クラミドモナス属に似るが4鞭毛性。以下の2種が知られ、いずれも氷雪藻。
- Chlainomonas kollii
- Chlainomonas rubra

- クロロサルシナ属 Chlorosarcina

車軸藻綱
- メソテニウム属 Mesotaenium
- アンキロネマ属 Ancylonema

- Ancylonema nordenskioeldii

不等毛植物門
黄金色藻綱
- オクロモナス属 Ochromonas

氷雪藻として代表的な Chlamydomonas nivalis は細胞の直径が 20-30μm、種小名の "nivalis"（ニウァーリス）はラテン語で「雪の」を意味する。多くの淡水藻とは異なり、好冷性で低温の水を好む。C. nivalis は冬季に雪が降ると優占種となり、不動細胞として雪中の間隙水に存在する。春に栄養塩や日射量、気温が上昇すると、不動の細胞から鞭毛を持つ緑色の遊泳細胞に変化し、適切な光環境を求めて移動する。遊泳細胞が良好な環境に着生すると鞭毛を失い、aplanospore と呼ばれる特殊なシストを形成する。aplanospore は硬い細胞壁を持ち、アスタキサンチンを大量に含む。この aplanospore が大量に形成されると赤い彩雪の原因となる。
ただし Chlamydomonas nivalis として報告された氷雪藻には、様々な属・種の藻類が含まれている可能性も報告されている。C. nivalis の遊走細胞は典型的なクラミドモナス属のもので他種との形態的な区別は困難であるが、不動細胞の形態は特徴（壁表面の隆起肋の様子など）の判別が可能である。走査型電子顕微鏡による観察の結果、C. nivalis のコロニー中には異なる形状の不動細胞が混在しているとされている。また分子系統解析による検討においても、C. nivalis とされた集団の中に Chloromonas に近縁なグループが含まれていることが指摘されている。
アスタキサンチンは、雪氷上の強い光によるDNA損傷を防ぐ働きをする。日本の複数の研究機関・大学による研究チームが両極などで採取した氷雪藻の遺伝子を解析したところ、多くの種が北極と南極のどちらかだけに分布し、北極圏では氷河など特定の地域のみで見つかる藻類が目立った。一方、ごく一部の系統は南北両極で検出され、現在も分散・交流している可能性があることが判明した。

### 藻類以外の生物
いわゆる彩雪の構成要素の大部分は上記のような藻類であるが、他の微生物もそれに混じって見つかることが古くよりよく知られている。特に菌類は重要でユキボシ　Chionaster nivalis はよく知られている。また環境DNAの調査では担子菌類とツボカビ類が豊富であることが知られ、後者は藻類の寄生者であると思われる。

## 生態

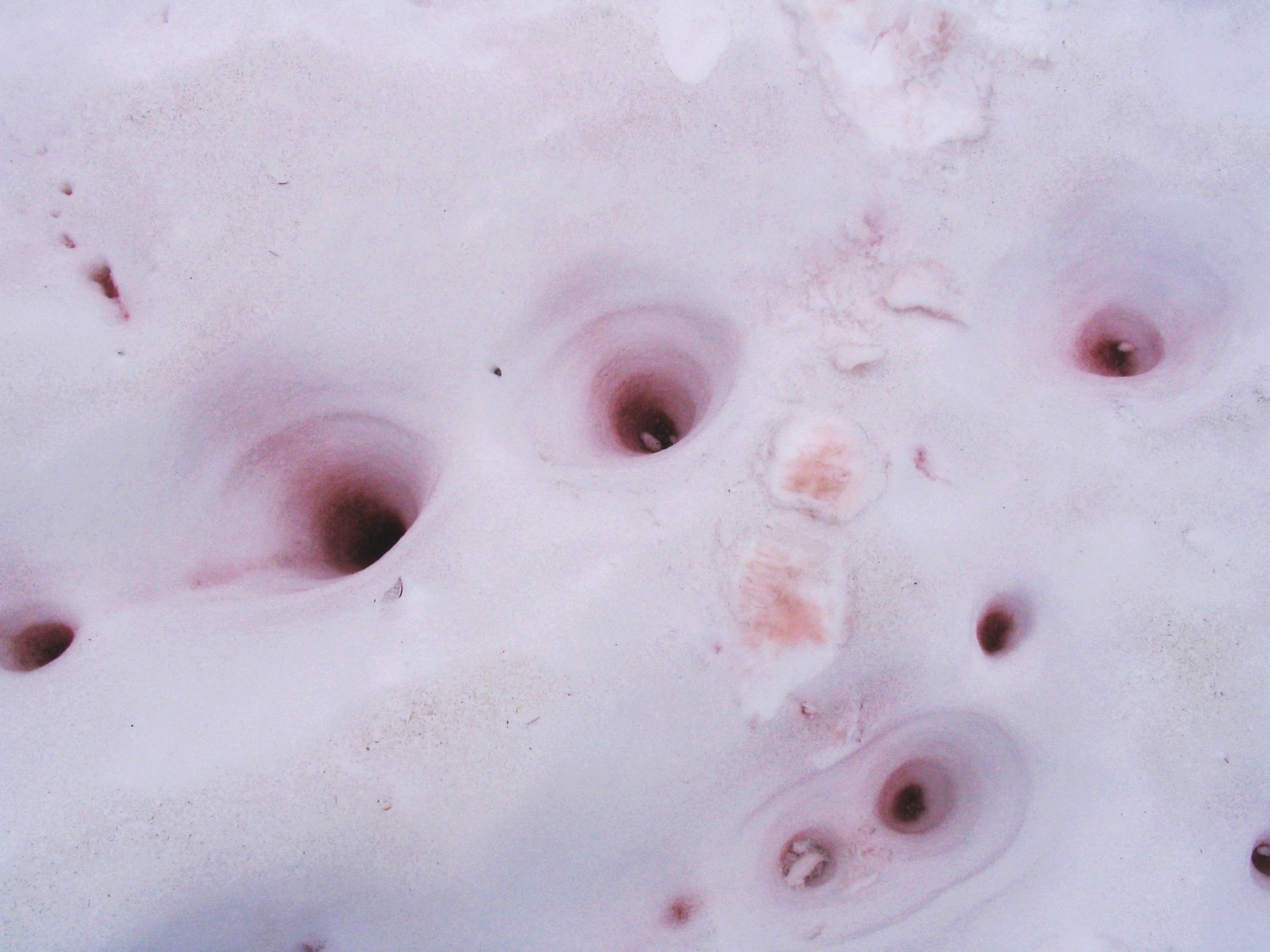
スポット状の彩雪（"sun cups"）

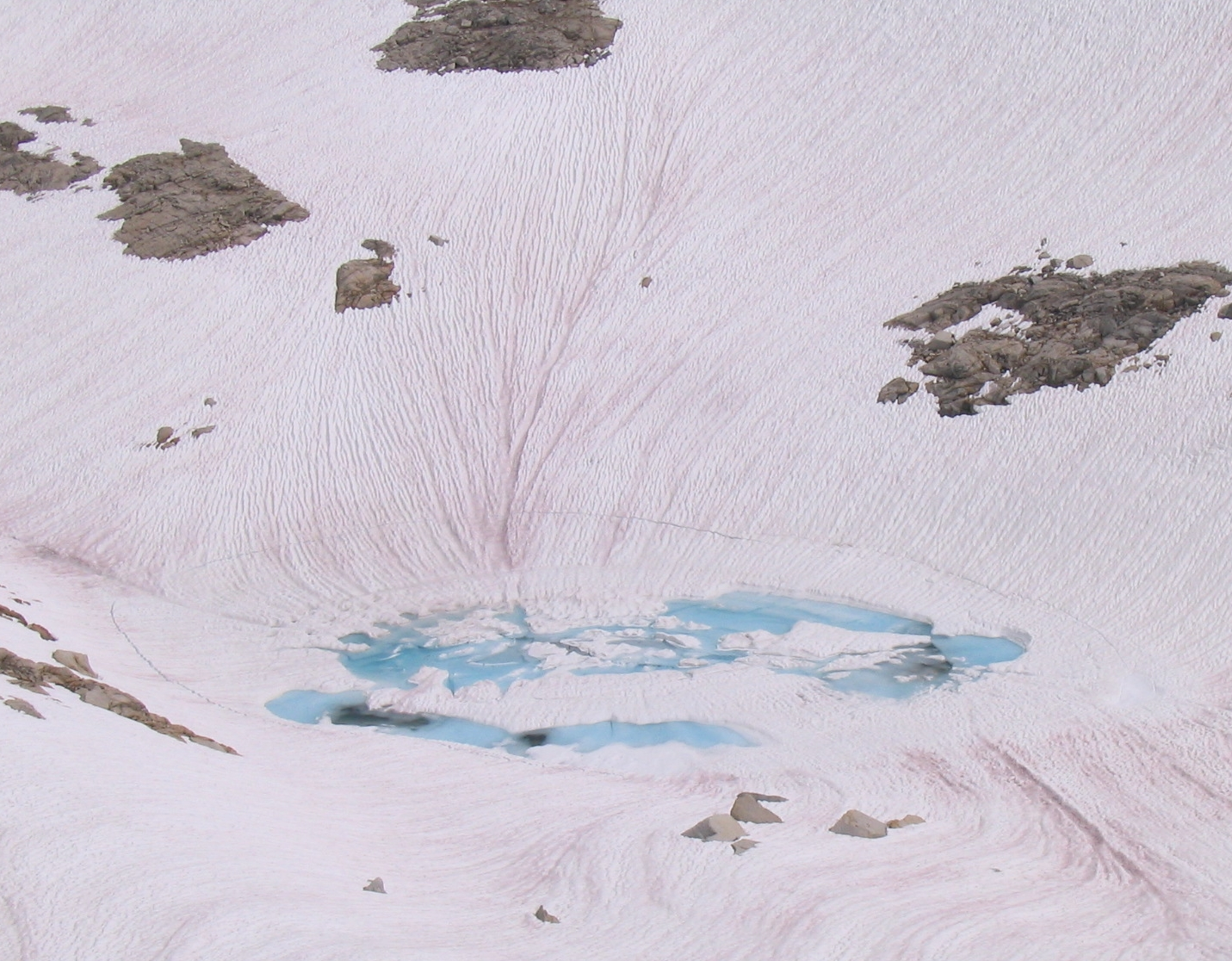
雪解けの流路に沿った縞状の彩雪

氷雪藻といえども完全に凍結した雪や氷のみでは増殖できない。氷雪藻が増殖して彩雪現象を生じるためには、降雪とともにある程度の雪解け期間や降雨が必要である。氷雪藻がカロテノイドを蓄積する環境要因としては窒素の不足や強光などが知られており、したがってカロテノイドは紫外線等から細胞を守る働きをしていると考えられているが、その副次的な効果として太陽光線を吸収して細胞が熱を帯び、周囲の氷を溶かす作用があるとも言われている。これによって液体の水が増加し、氷雪藻の増殖が促される。しばしば氷雪藻は "sun cups" と呼ばれる彩雪の穴（右写真）を形成するが、これは前述のような熱吸収と細胞増殖のプロセスによるものである。
こうして増殖した氷雪藻は様々な生物に捕食される。代表的な捕食者は繊毛虫、ワムシ、線虫、コオリミミズ、トビムシの仲間などである。

## 出現地域
氷雪藻はグリーンランド、南極、アラスカ、シエラネバダ山脈など北アメリカの西岸および東岸、ヒマラヤ山脈、日本、ニューギニア、ヨーロッパ（アルプス山脈・スカンディナヴィア・カルパティア山脈）、中国、チリのパタゴニア、サウス・オークニー諸島など様々な地域で報告されている。ほとんどの氷雪藻は10℃を超える環境では生育できないため、年間を通して低い気温が維持され、標高がある程度高く積雪が良く残る場所を好む。北極や北極海の海氷からも報告がある。日本では中部地方以北の山岳地帯、特に山形県での調査報告が多い。一部、四国（石鎚山）や中国地方（大山）での発生も知られる。

## フィクション中の氷雪藻
著名なものでは北極探検を題材としたジュール・ヴェルヌの1866年の作品 "The Desert of Ice"に氷雪藻が登場する。ただしこの作品は、実際に北極の踏破が可能になる何十年も前に綴られたものである。当時は雪が着色する現象はスイスや前述のバフィン湾で知られており、ヴェルヌはこれを菌類によるものであると書いている。